# HD 7924 b
HD 7924 b是一顆距離地球約54光年的太陽系外行星，在天球上位於仙后座。母恆星是視星等7等的橙矮星（金屬量稍低）HD 7924。該行星被發現的消息公布於2009年1月28日出版的論文，並且是仙后座內發現的第2顆系外行星（第一顆則是2007年4月14日發現的HD 17156 b）。

## 超級地球
HD 7924 b是一顆質量下限為地球9.2倍的超級地球，軌道週期只有129.5小時，與母恆星平均距離只有850萬公里。當HD 7924 b於2009年發現時是當時8顆質量下限在10倍地球質量以下的其中一個超級地球。也因此在2005年起，2009年是連續第5年發現超級地球。

## 行星狀態
目前仍無法確實得知HD 7924 b的半徑。取決於它可能的組成物質，它的半徑大約在1.4至6倍地球半徑之間。目前仍無法確認它由岩石或氣體組成。因為目前無法得知它的真實質量，如果它的真實質量遠大於質量下限，將會是氣體行星。但如果是接近9.2倍地球質量，則是由岩石組成的行星。

## 外部連結
- . Exoplanets.   [2015-02-01]. （原始内容存档于2012-01-11）.